# جوش غوردون (لاعب كرة قدم)
جوش غوردون (بالإنجليزية: Josh Gordon)‏ هو لاعب كرة قدم بريطاني، ولد في 10 أكتوبر 1994 في ستوك أون ترينت في المملكة المتحدة. لعب مع ليستر سيتي.